# Lugunța
Lugunța (în greacă Λαγκαδιά; până în 1926: Λούγγουντσα, Lungunca; în meglenoromână: Lundzíń) este un sat din Meglen, parte din regiunea Macedonia Centrală din Grecia. 

## Geografie și localizare
Satul este situat pe versantul sud-estic al Muntelui Cosuf, la o altitudine de 610 de metri.
Este situat în partea de nord-est a regiunii Meglen, intr-o mică vale între Munții Cosuf în est, Paic în sud-est și Nidze la nord-vest, la aproximativ 25 km nord-est de satul Exaplamanos. Satul Birislav este la 2 km în nord, iar granița cu Macedonia de Nord este la 6 km spre nord. 

## Istorie
Satul a fost întotdeauna locuit de meglenoromâni.
Pop Noi din Lugunța a făcut o descriere a cazei de Meglen, care în 1866 prin profesorul Hristo Bojenov a ajuns la Stefan Verkovic, iar în 1889 a publicat-o „Schița topografică-etnografică a Macedoniei”.
Satul în perioada 1895-1896 s-a bazat Comitetul IMRO. Între 1896-1900 satul a căzut sub conducerea Exarhatului Bulgar.
A fost atacat în timpul Primului Război Mondial, în 1916, de către armata bulgară, populația sa a fost internată în interiorul Bulgariei, deoarece satul se afla în zona de conflict.
În anii 1920, satul a fost populat de refugiați greci din Turcia, care în 1928 aveau 19 familii cu un total de 65 de locuitori, făcând satul o așezare mixtă.
În 1926, numele satului a fost schimbat în Lagkadia (Λαγκαδιά). 
Satul a fost lovit din nou în 1946-1947, în timpul războiului civil, când mulți dintre locuitorii săi au căutat adăpost în Macedonia de Nord, iar o mică parte dintre ei au căutat adăpost în satele meglenite. Conform statisticilor de la NOF în 1947, au trăit în sat 83 de refugiați greci și 480 de meglenoromâni. După încheierea războaielor, satul nu a fost imediat restaurat.

## Economie
Ocuparea primară a populației este creșterea animalelor și agricultura, cu produse principale de cartofi și cereale mici.

## Demografie
Conform statisticilor Vasil Kănciov (Macedonia. Etnografie și Statistică) în 1900, în Lugunța trăiau 700 de meglenoromâni creștini. Potrivit datelor secretarului exclusiv bulgar al exarhatului Dimitar Mișev (" La Macédoine et sa Population Chrétienne "), în 1905 erau 588 de meglenoromâni în Lugunța și au lucrat la Școala meglenoromână.
În 1920, Lugunța a fost înregistrat cu 50 de case meglenoromâne.
Recensământul din 1913 a avut 633 de locuitori. În timpul primului război mondial, datorită proximității acțiunilor militare, satul a fost distrus și locuitorii săi au fost deportați în interiorul Bulgariei de autoritățile bulgare. Unii dintre locuitori nu au revenit nici după încheierea războiului, așa că în 1920 satul a fost înregistrat doar cu 406 de locuitori. În 1925, aproximativ 70 de familii au plecat în România, adăpostite în Dobrogea. În locul lor s-au stabilit mai multe familii de refugiați din Pind. Datorită numărului mare de familii expatriate, în 1928 Lugunța avea 331 de locuitori, iar în 1940 - 543 de locuitori. Satul a fost grav avariat și a fost complet abandonat în timpul Războiului Civil. După încheierea războaielor, a fost reînnoită, dar nu imediat, astfel încât în recensământul din 1951 a fost menționată ca o așezare abandonată. În 1961, a fost observat cu 135, în 1971 160, în 1981 cu 99, iar în 1991 cu 90 de locuitori.
În recensământul efectuat în 2001, satul a fost enumerat cu 89 de locuitori. În ultimul recensământ efectuat în 2011 în Grecia, satul a fost înregistrat cu 82 de locuitori. Format:Пописи-ЕМ
| Година    | 1940 | 1951 | 1961 | 1971 | 1981 | 1991 | 2001 | 2011 |
| --------- | ---- | ---- | ---- | ---- | ---- | ---- | ---- | ---- |
| Население | 543  | 0    | 135  | 160  | 99   | 90   | 89   | 82   |

Извор за 1940-1991 г.: Т. Симовски, Населените места во Егејска Македонија

## Repere culturale și naturale
Biserici
- Biserica „Sf. Doctor” - reperul satului, construit în 1863;

## Personalități
Născuți în Luguni
- Dimitar Baialdziev (n. 1944), avocat, decan al Facultății de drept din cadrul Universității din Skopje;
- Constantin Noe (1883 - 1939), editor, istoric meglenoromân;
- Teodor Minda (1911 - 1982), poet, folclorist român.